# Fagnon
Fagnon is een gemeente in het Franse departement Ardennes in de regio Grand Est en maakt deel uit van het arrondissement Charleville-Mézières. De gemeente telde 341 inwoners op 1 januari 2022.

## Geschiedenis
De gemeente werd op 22 maart 2015 opgenomen in nieuwgevormde kanton Charleville-Mézières-1 nadat het kanton Mézières-Centre-Ouest, waar de gemeente tot dan toe onder viel, werd opgeheven.

## Geografie
De oppervlakte van Fagnon bedraagt 9,98 vierkante kilometer; Op 1 januari 2022 was de bevolkingsdichtheid 34,2 inwoners per km².
De onderstaande kaart toont de ligging van Fagnon met de belangrijkste infrastructuur en aangrenzende gemeenten.

## Demografie
Onderstaande figuur toont het verloop van het inwonertal.
Vanwege een beveiligingsprobleem met de MediaWiki Graph-software is het momenteel niet mogelijk deze grafiek weer te geven. Zodra de software is bijgewerkt zal de grafiek vanzelf weer zichtbaar worden.

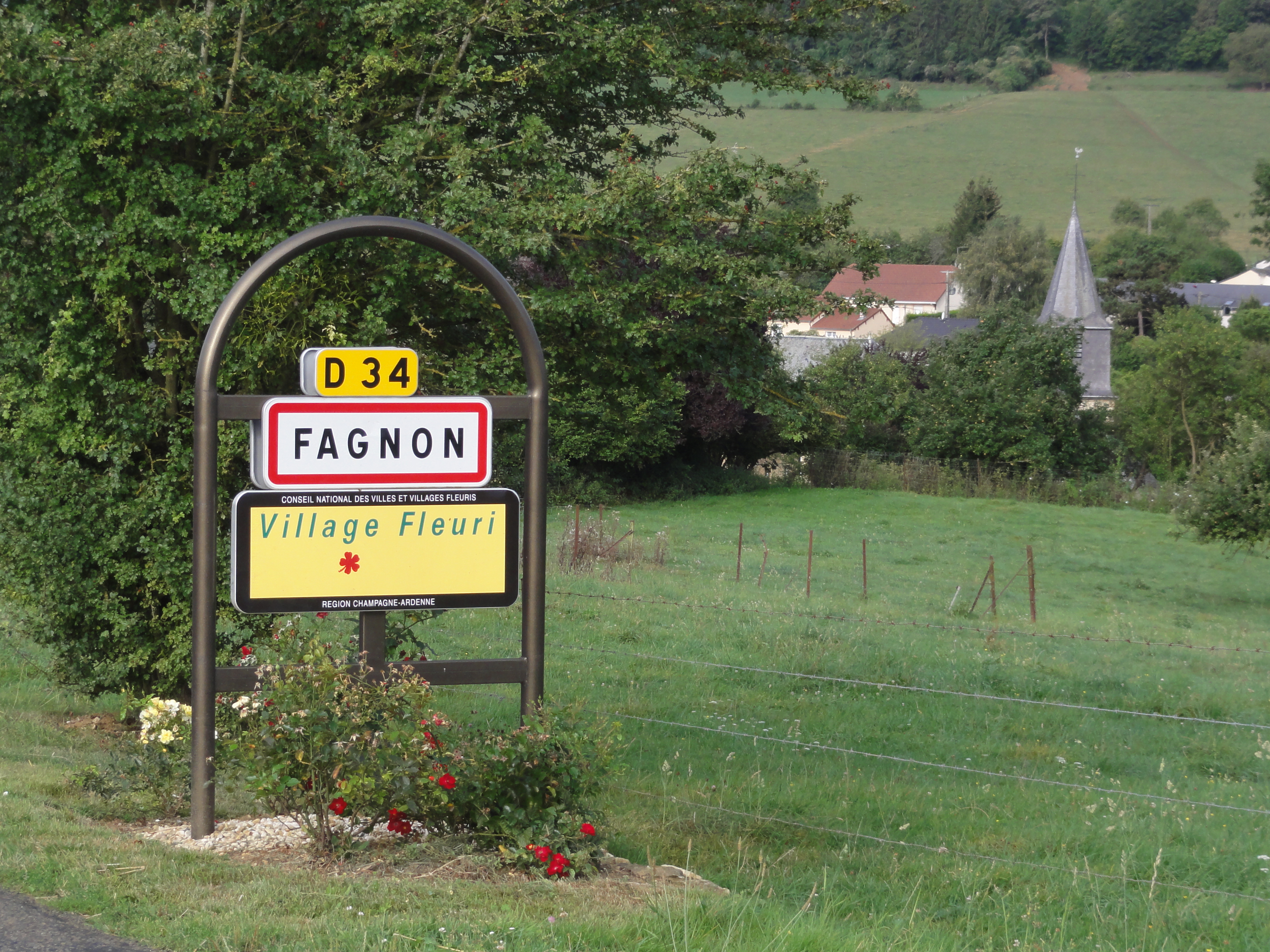
Entree van Fagnon
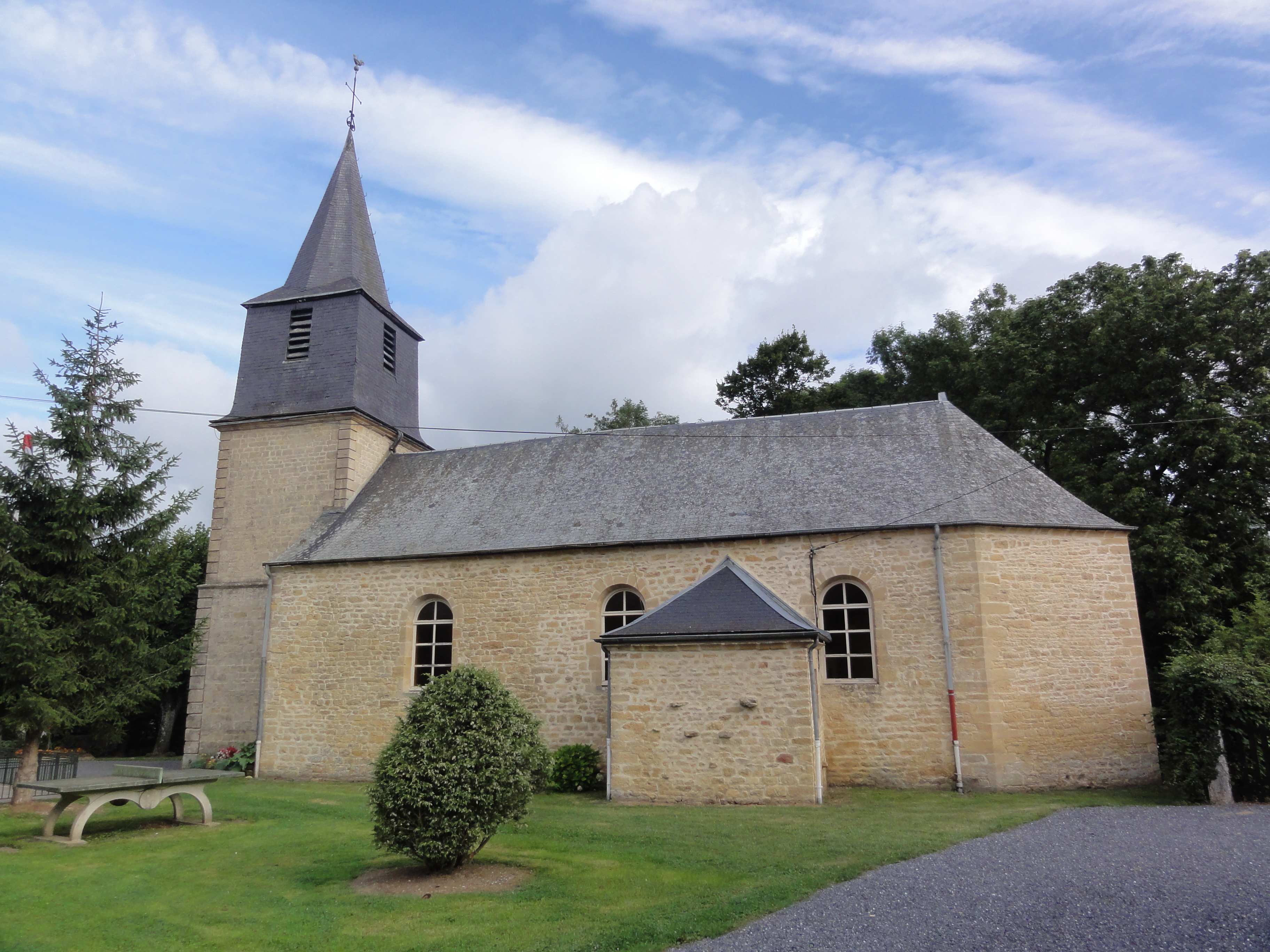
Kerk van Fagnon
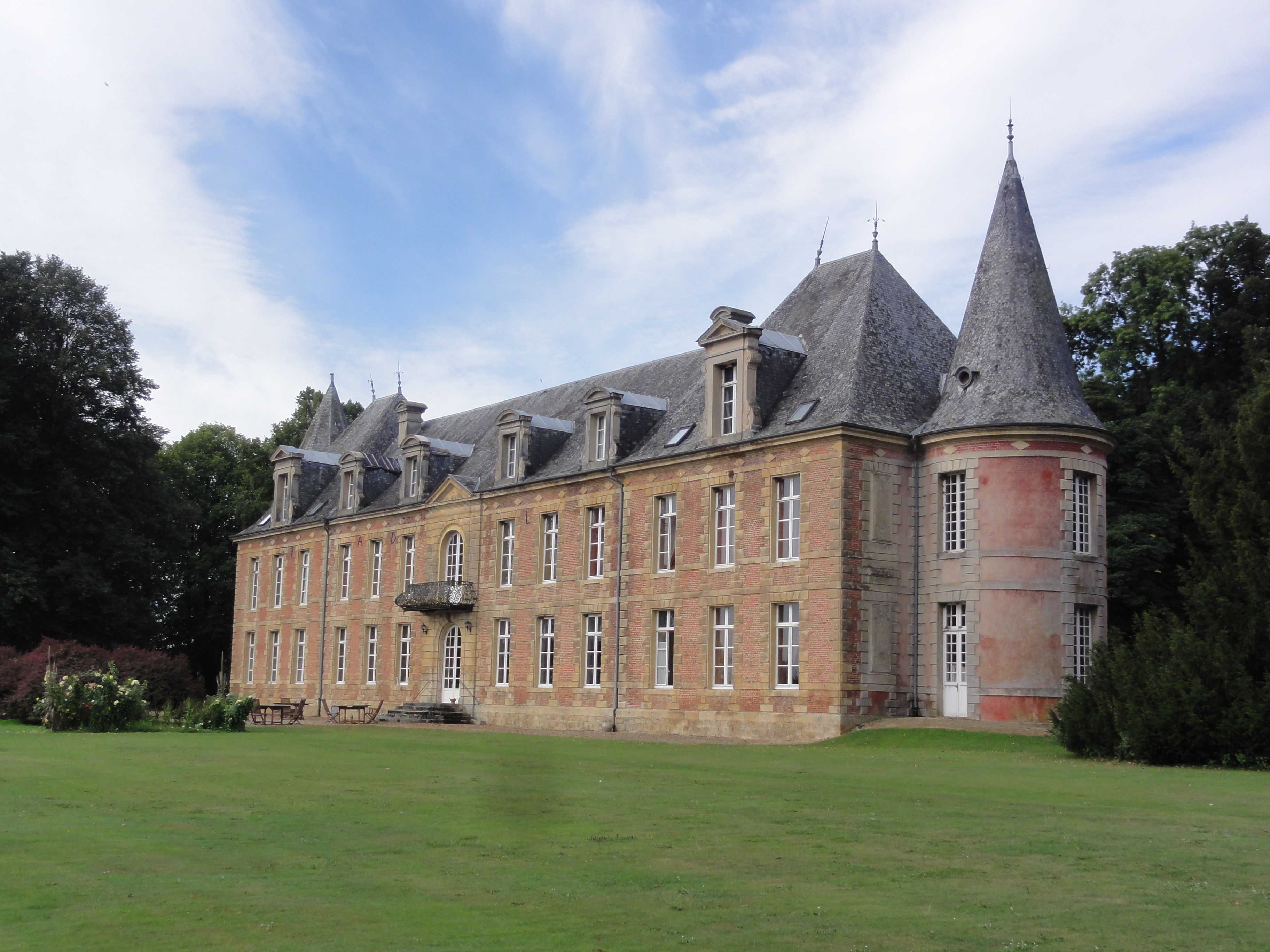
Abdij Notre-Dame de Sept-Fontaines
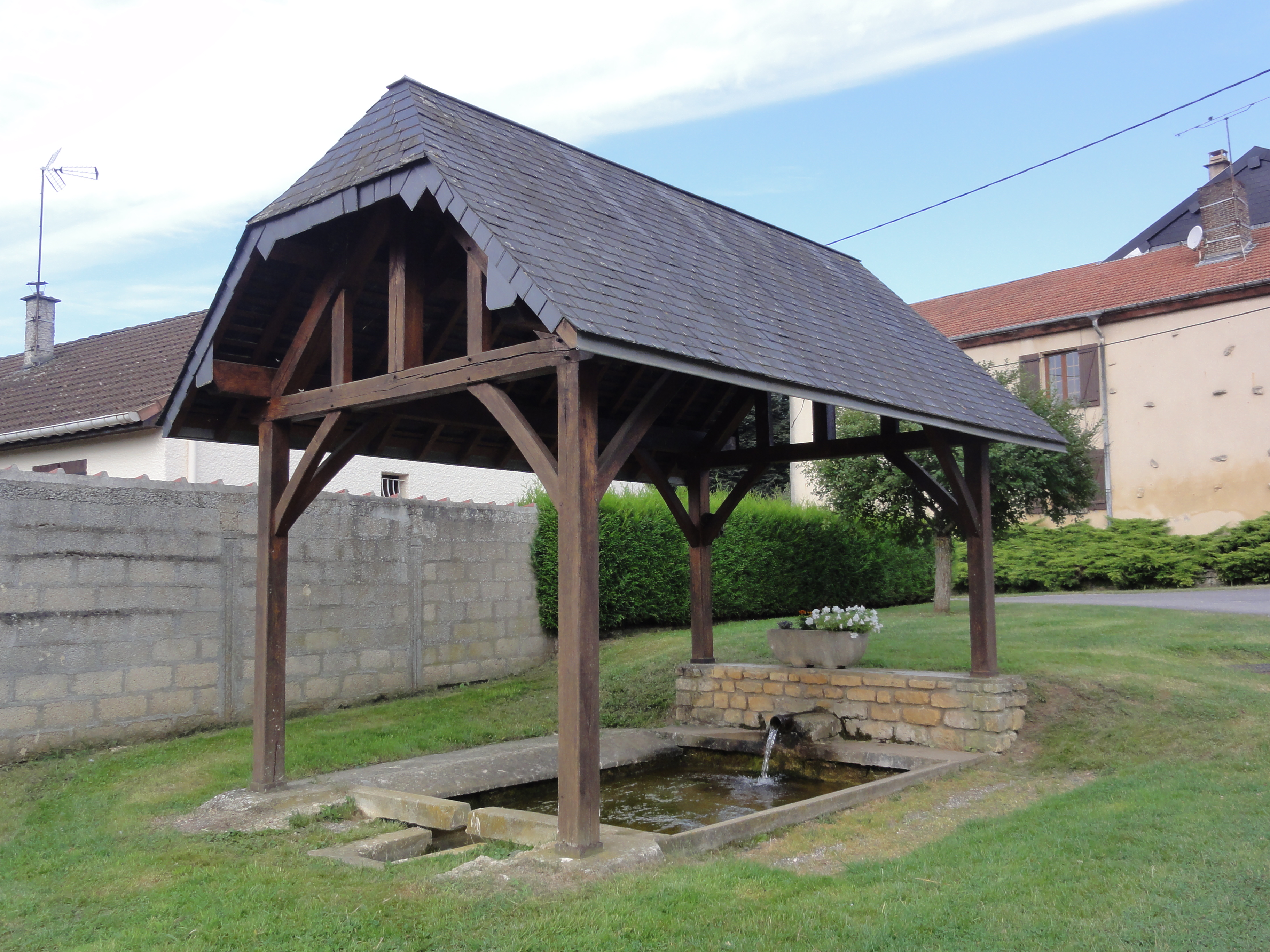
Washuisje
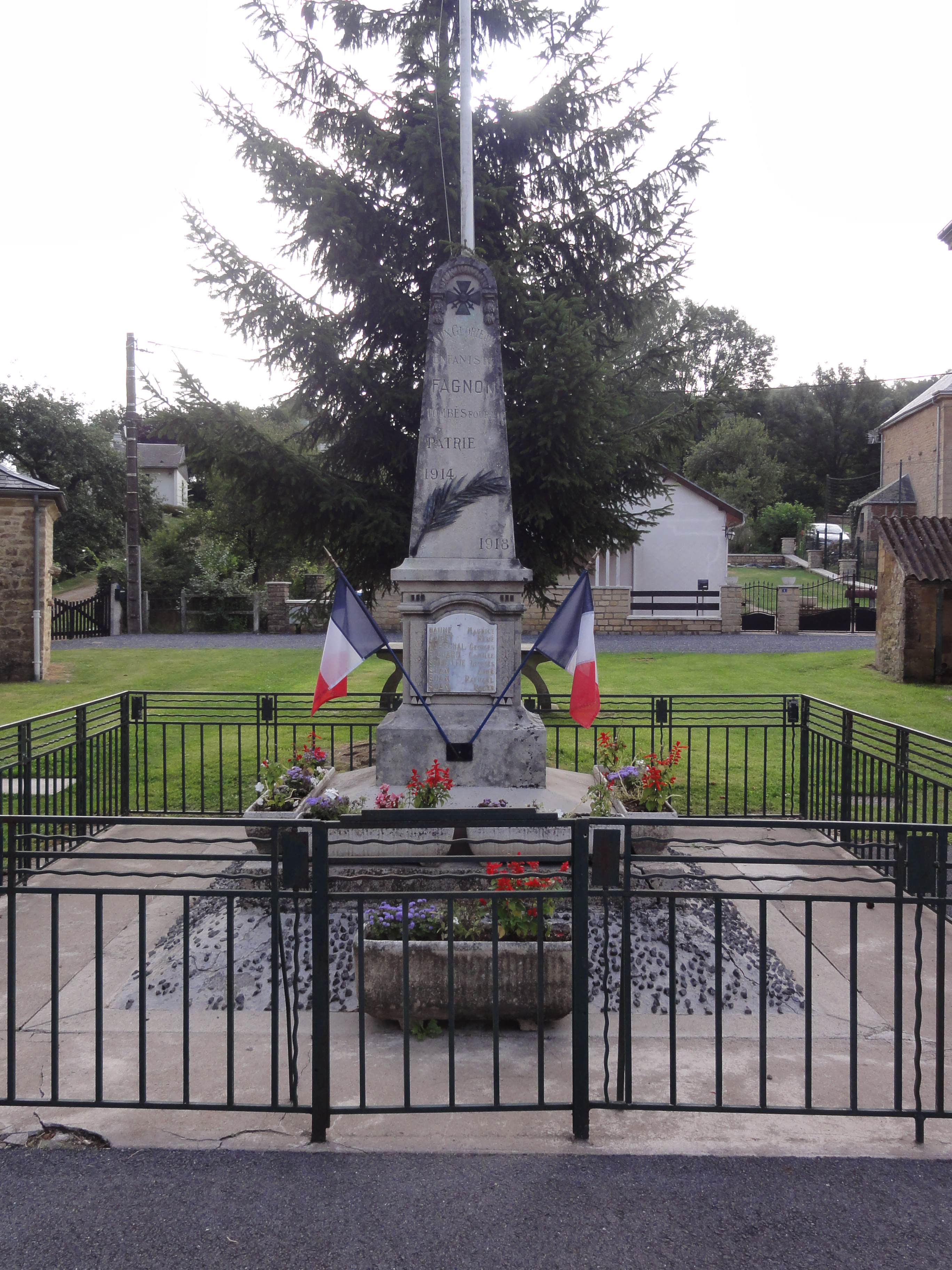
Oorlogsmonument